# Эритайский язык
Эритайский язык (эритаи; Aliki, Babiruwa, Babrua, Babruwa, Baburiwa, Barua, Editode Edai, Erai, Eri, Eritai, Haya) — папуасский язык, на котором говорят 
в округах Сарми, Центральное Мамберамо и Мамберамо-Хулу, а также на низкогорье близ взлётно-посадочной полосы Кустера в провинции Папуа в Индонезии. Принадлежит к изолированной языковой семье языков озёрных равнин. Имеются диалекты с 76 и 86 процентами общей лексики.
Порядок слов — подлежащее, дополнение, глагол. В фонетике имеются тоны.
Язык активно используется, однако уровень грамотности среди носителей низкий (менее 10 процентов). Несмотря на то, что среди носителей распространено христианство, перевода Библии на эритайский язык нет.